# Eddie Gorodetsky
Eddie Gorodetsky (wł. Edward Gordon Gorodetsky) (ur. 6 listopada 1956 w Providence) – amerykański scenarzysta i producent filmowy.

## Kariera zawodowa
Dorobek zawodowy Eddiego Gorodestsky’ego obejmuje takie produkcje telewizyjne jak „Penn & Teller’s Smoke and Mirrors”, „Mamuśka” (ang. Mom), „Dwóch i pół” (ang. Two and Half Men), „Dharma i Greg” (ang. Dharma & Greg), „Bajer z Bel-Air” (ang. The Fresh Prince of Bel-Air), „Mike i Molly” (ang. Mike & Molly), „Saturday Night Live”, „SCTV Network 90", „Late Night with David Letterman”. Od 2010 jest producentem serialu komediowego „Teoria wielkiego podrywu” (ang. The Big Bang Theory). Eddie Gorodetsky był sześciokrotnie nominowany do Nagrody Emmy, w 1984 nagroda została mu przyznana.
Poza działalnością filmową od ponad dwudziestu lat tworzy składanki piosenek składające się z mało znanych utworów z różnych gatunków muzyki, które rozsyła rodzinie i znajomym z okazji Bożego Narodzenia. W 1990 jedna z takich składanek ukazała się na rynku muzycznym pod tytułem „Christmas Party with Eddie G.”.
Poza serialami pomiędzy majem 2006 a kwietniem 2009 był producentem serii audycji radiowych z Bobem Dylanem noszących nazwę „Theme Time Radio Hour”.

## Życie prywatne
Syn Myrona i Dorothy z domu Sherman. Razem z żoną Coco mieszka w Los Angeles.